# Клевцов, Николай Никитович
Николай Никитович Клевцов — советский хозяйственный, государственный и политический деятель.

## Биография
Родился в 1925 году в селе Дарственное. Член КПСС.
Участник Великой Отечественной войны. С 1946 года — на хозяйственной, общественной и политической работе. В 1946—1986 гг. — инспектор районо, председатель промартели, директор конторы «Заготсырьё», уполномоченный Минзага СССР по Курчумскому району, помощник министра хлебопродуктов Казахской ССР, начальник Восточно-Казахстанского облуправления хлебопродуктов, первый заместитель министра заготовок, министр заготовок, министр хлебопродуктов Казахской ССР.
Избирался депутатом Верховного Совета Казахской ССР 11-го созыва.
Умер в 2012 году в возрасте 97 лет в городе Алма-Ата.